# Ichneumon pseudocaedator
Ichneumon pseudocaedator är en stekelart som beskrevs av Heinrich 1978. Ichneumon pseudocaedator ingår i släktet Ichneumon och familjen brokparasitsteklar. Inga underarter finns listade i Catalogue of Life.